# Audenci de Toledo
Audenci (en llatí Audentius) va ser un religiós hispà que va ser bisbe de Toledo abans de l'any 400.
No hi ha gaires dades sobre aquest bisbe. Va ser successor de Natal segons el Códice Emilianense i és un dels pocs titulars esmentats per Ildefons de Toledo a la seva obra. Probablement se l'ha d'identificar amb un bisbe homònim d'Hispània biografiat per Gennadi de Marsella a la seva obra De uiris illustribus; Enrique Flórez també ho va afirmar després de contrastar l'època del bisbe amb l'esmentat per Gennadi, ambdós de finals del segle IV i, per tant, suposadament coincidents. En tot cas, d'acord amb això permet atribuir-li una obra titulada De fide aduersum haereticos, escrit en contra dels maniqueus, sabelians, arrians i, especialment, contra els fotinians, corrent que exposa que Déu Fill és coetern amb Déu Pare sense començar a ser-ho a partir de l'Encarnació, i que van tenir importància a mitjan segle iv. Tampoc es pot excloure la possibilitat d'identificar-lo amb bisbe del qual se'n desconeix la seu anomenat Augenci, esmentat en cinquè lloc entre els dotze bisbe assistents al primer concili de Saragossa, celebrat entre 378 i 380, en el qual s'aproven cànons que anatematitzen pràctiques presumptament dutes a terme pels priscil·lianistes i considerades herètiques. A la seu de Toledo va ser succeït per Asturi abans del mes de setembre del 400. De fet Flórez creu que Audenci podria haver mort el 395 perquè el successor apareix en l'onzè lloc de dineu bisbes assistents al primer concili de Toledo, un fet que significaria una certa antiguitat a la seu.